# Centrodora locustarum
Centrodora locustarum is een vliesvleugelig insect uit de familie Aphelinidae. De wetenschappelijke naam is voor het eerst geldig gepubliceerd in 1863 door Giraud.